# Johannes Gillhoff

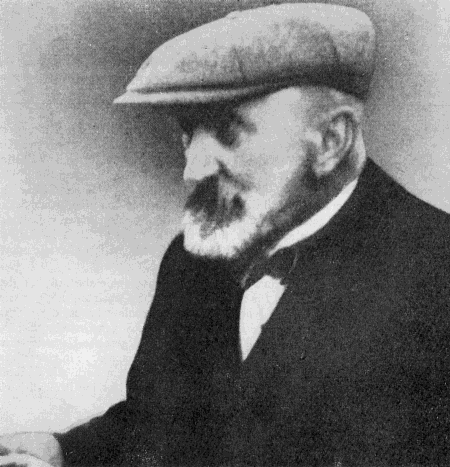
Johannes Gillhoff

Johannes Heinrich Carl Christian Gillhoff (* 24. Mai 1861 in Glaisin; † 16. Januar 1930 in Parchim) war ein deutscher Schriftsteller.

## Biographie

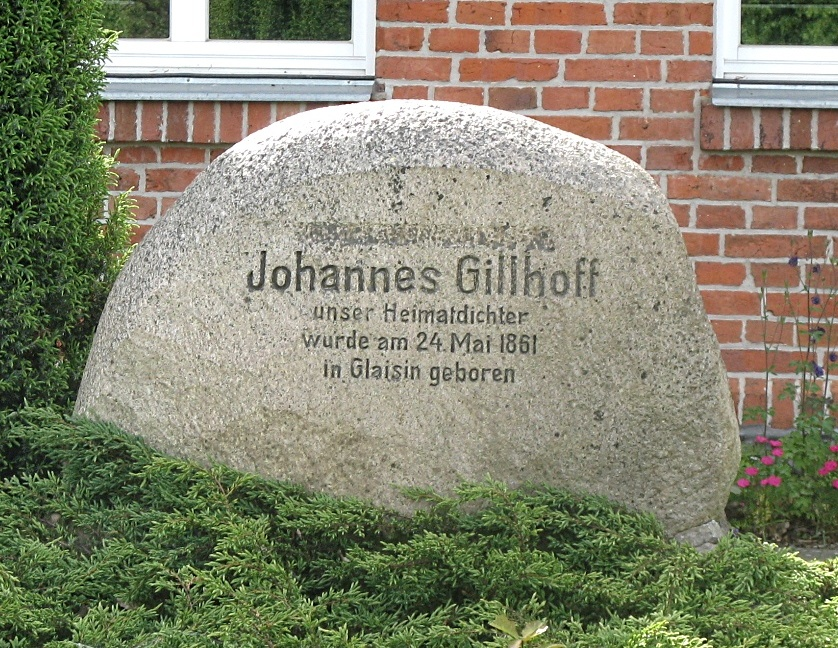
Gedenkstein in Glaisin

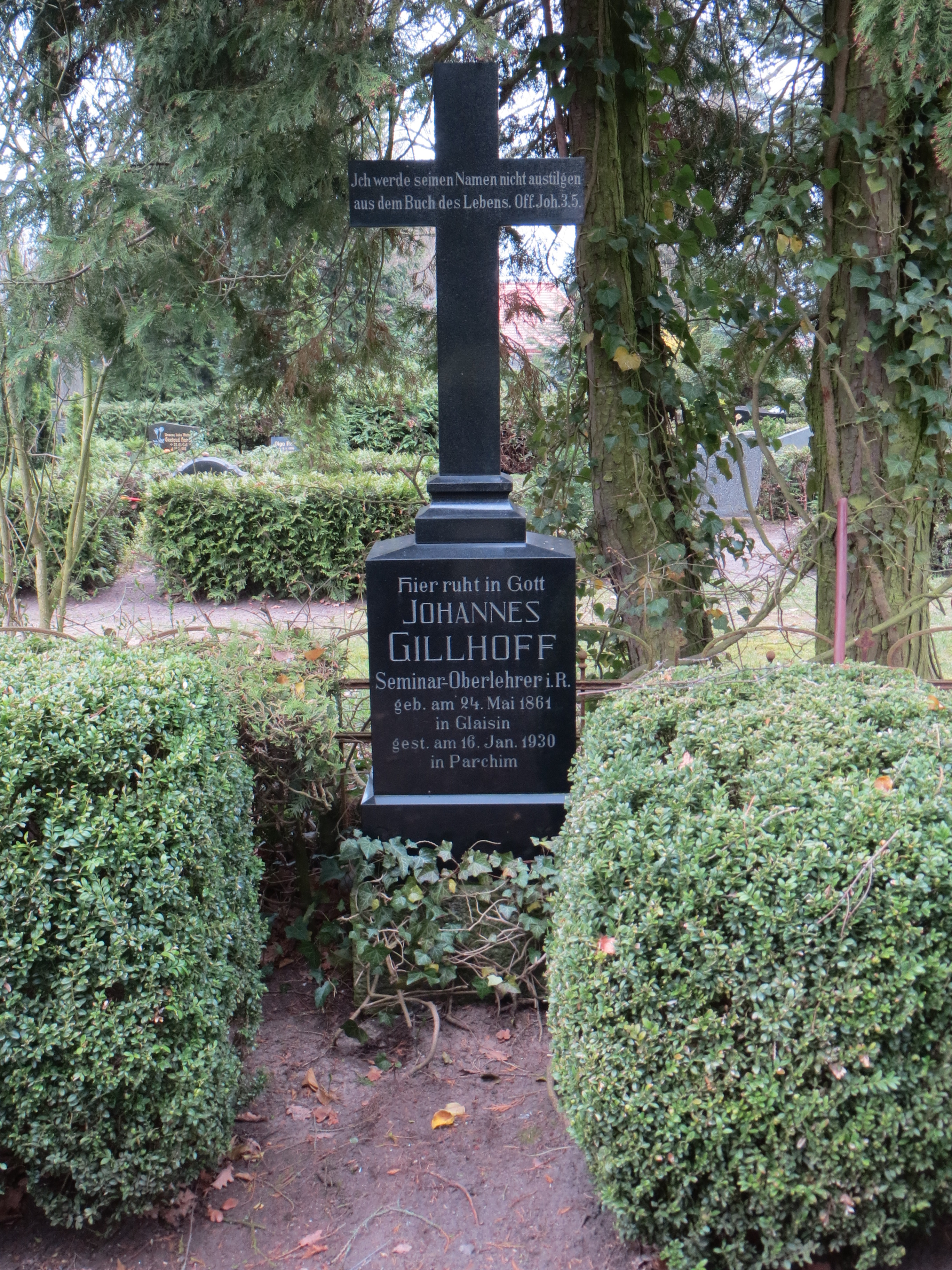
Grab auf dem Friedhof Ludwigslust

Johannes Gillhoff, Sohn von Gottlieb Gillhoff und Helmine geb. Martens arbeitete nach dem Abschluss der Präparandenanstalt im Jahre 1876 wie sein Vater als Lehrer in Tewswoos, Spornitz und Parchim. 1881 absolvierte er das Lehrerseminar in Neukloster und 1896 das Lehrerexamen in Schwerin. Schließlich legte er 1899 die Rektoratsprüfung ab. Ab 1903 war er im preußischen Schuldienst tätig. Kurzzeitig lehrte er in Merseburg, Erfurt, Elsterwerda und Halberstadt, bevor er sich 1907 in Genthin niederließ.
Neben seiner Lehrertätigkeit unternahm Johannes Gillhoff Reisen durch Deutschland, die Schweiz, Italien, Norwegen und Dänemark und begann 1888 mit der Sammlung umgangssprachlicher Wendungen. Etwa 4000 niederdeutsche Ausdrücke, Redensarten und Sprichwörter trug er innerhalb eines Jahres zusammen und publizierte sie in einem Parchimer Schulbericht. Vier Jahre zuvor hatte der Lehrer Richard Wossidlo, der später zum bekanntesten Volkskundler Mecklenburgs wurde, in Waren mit Gleichem begonnen. Zwischen Gillhoff und Wossidlo entstand ein reger Kontakt, den Gillhoff aber abbrach, als Wossidlo ihn um Überlassung seiner Sammlungen bat. Gillhoff veröffentlichte seine Ergebnisse erstmals 1892 in den Mecklenburgischen Volksrätseln. Das Buch vereint 931 Rätsel plus Varianten, die Gillhoff in Themenbereiche aufgliederte. 1897 erschien Wossidlos Rätselsammlung, in dessen Folge Gillhoffs Buch unverdient in Vergessenheit geriet. Es mag eine Ironie des Schicksals sein, aber es waren gerade die Rätsel, die den Werdegang beider Forscher so entscheidend beeinflussten. Richard Wossidlo wurde durch seine Rätsel in der internationalen Fachwelt bekannt und beackerte von nun an umso intensiver das Feld der mecklenburgischen Volkskunde, während sich Gillhoff mehr und mehr, am Ende höchst erfolgreich, der Literatur zuwandte. 1917 veröffentlichte er seinen Briefroman Jürnjakob Swehn, der Amerikafahrer, dessen Sujet das Schicksal mecklenburgischer Auswanderer ist. 
1924 trat Johannes Gillhoff in den Ruhestand und kehrte aus Genthin nach Mecklenburg zurück. In den Jahren 1925 bis 1930 gab Gillhoff in Ludwigslust die Mecklenburgischen Monatshefte heraus. Er verstarb im Alter von 68 Jahren am 16. Januar 1930 in Parchim.

## Hauptwerk: Jürnjakob Swehn, der Amerikafahrer
Das Buch erschien erstmals 1917 und war in den 1920er und 1930er Jahren sehr erfolgreich. Johannes Gillhoff veröffentlichte darin die redigierten Briefe eines 1868 nach Amerika ausgewanderten Tagelöhners aus Mecklenburg namens Jürnjakob Swehn. Dieser Figur liegt ein reales Vorbild zugrunde, ein Auswanderer nach Amerika, Carl Wiedow (1847–1913), der von dort Briefe an seinen ehemaligen Lehrer, Gillhoffs Vater, schrieb. Die Texte handeln unter anderem von der Überfahrt nach und der Ankunft in Amerika, der ersten harten Zeit als „farmhand“, der Niederlassung im Bundesstaat Iowa, wo Swehn eine eigene Familie und Farm gründete, Land erwarb und es zu Wohlstand und Ansehen brachte. Es wird außerdem von der gemeinsam errichteten deutschen Schule berichtet und von einer Kirche ohne Pastoren: die Darstellung einer Laienpredigt („... Ihr Otterngezücht...“). Die Briefe sind spontan und fast immer zum Schmunzeln geschrieben, gespickt mit Sprichwörtern, Redensarten und Bibelsprüchen, die die einzelnen Ereignisse kommentieren; manche Passagen sind in Plattdeutsch verfasst.
1952 entstand unter der Regie von Hans Freundt beim NWDR Hamburg eine nicht mehr erhaltene Hörspielfassung des Werkes.

## Johannes-Gillhoff-Literaturpreis
Der 1978 gestiftete Johannes-Gillhoff-Literaturpreis wird jährlich von der Johannes Gillhoff Gesellschaft für besondere Verdienste auf dem Gebiet der niederdeutschen Literatur, Literaturwissenschaft und Publizistik vergeben.

## Werke
- 1892: Mecklenburgische Volksrätsel.
- 1905: Bilder aus dem Dorfleben.
- 1917: Jürnjakob Swehn, der Amerikafahrer. Berlin, Dom-Verlag, 1917 (Neuauflage: Verlag BS, Rostock 2006, ISBN 3-89954-219-3)
- 1925 bis 1930: Mecklenburgische Monatshefte (Herausgeber)